# Puma (pansarskyttefordon)
Schützenpanzer Puma, förkortning SPz Puma ("Skyttevagn Puma"), är ett tyskt pansarskyttefordon som utvecklas och tillverkas av de tyska försvarsföretagen Krauss-Maffei Wegmann (KMW) och Rheinmetall Landsysteme (RLS). Puma har köpts av Bundeswehr för armén i ett antal på 350 fordon för att ersätta pansarskyttefordonet Marder. Leveranserna av de första Pumas började i december 2010 och avslutades i augusti 2021.

## Historik
Efter att anskaffningen av Stridsfordon 90 hade avslagits, slöts hösten 2002 ett utvecklingsavtal för ett pansarskyttefordon som skulle utvecklas i Tyskland. Det verkställs av Projekt System & Management GmbH, ett konsortium mellan KMW och RLS.
I december 2004 undertecknade Bundesamt für Wehrtechnik und Beschaffung (BWB, senare övergått till Bundesamt für Ausrüstung, Informationstechnik und Nutzung der Bundeswehr, BAAINBw) ett kontrakt om leverans av fem prototyper med en möjlighet att köpa ytterligare 405 fordon. Prototyperna levererades enligt tidsplanen 2006. De användes för att demonstrera systemets lämplighet och identifiera svagheter.
Förbundsdagens budgetutskott godkände beställningen av pansarskyttefordonen och kontraktet undertecknades i juli 2009. Totalt 405 enheter beställdes till ett totalpris av 3,1 miljarder euro. I juli 2012 ingicks ett ändringsavtal mellan tillverkarna och försvarsministeriet, vilket innebar att antalet enheter minskades till 350.
På grund av de tekniska problemen planerades det att endast leverera tio Puma till 2012, som skulle testas och vid behov förbättras i sin operativa förmåga. I december 2010 överlämnades de två första Puma till BWB. I april 2015 utfärdade BAAINBw ett användningstillstånd. I augusti 2021 levererades den sista Puma av 350 till Bundeswehr.
I juni 2019 meddelade försvarsministeriet att en andra beställning om 210 fordon skulle upphandlas. Detta minskades dock till endast 50 ytterligare fordon i november 2022.
Eftersom Tyskland skulle ta över befälet över Very High Readiness Joint Task Force (VJTF) inom Nato Respone Force från och med 1 januari 2023 uppgraderades 41 Puma av Rheinmetall till VJTF-standard för cirka 260 miljoner euro och levererades i juni 2022. Dessutom ska först 154 fordon uppgraderas för en miljard euro, och sedan ytterligare 143 fordon till en kostnad av 820 miljoner euro.
Under en armémanöver i december 2022 med 18 fordon blev samtliga fordon odugliga på grund av elektroniska problem. Eftersom Puma skulle sättas in på Natos östra flank genom VJTF från och med 2023 gav den dåvarande försvarsminister Christine Lambrecht KMW och Rheinmetall endast tre veckor på sig att reparera fordonen. Som ersättning användas den äldre Marder tills vidare. Dessutom pausades beställningar av ytterligare Puma tills vidare. Försvarsministern hotade också leverantörerna med att leta efter andra fordon, om inga åtgärder vidtogs. 17 av de 18 fordon kunde repareras av leverantörerna innan årssikftet. Enligt experter var huvudsakligen soldaterna ansvariga för de orsakade felen och inte leverantörerna som försvarsministern tidigare antydde.
I maj 2023 röstade alla partier i budgetutskottet utom Die Linke för andra beställningen på 50 Pumas för 1,1 miljarder euro med option på ytterligare 179.

## Teknik

### Skydd
Pumas pansar är modulärt och har två skyddsnivåer. Det har utvecklats för att kunna transporteras med flyg (skyddsnivå A, air portable) med transportflygplanet Airbus A400M. I skyddsnivå A är den skyddad frontalt mot pansarvärnsvapen och finkalibriga vapen, samt runtom mot splitter från artilleri och minor. Skyddsnivå C (combat) uppnås genom modulärt tilläggsskydd. Pansaret förstärker skyddet på sidorna och taket. Detta skyddar den mot pansarvärnsvapen, medelkalibriga vapen och multipelvapen. Puma är också utrustad med ett skyddssystem (MUSS) som upptäcker robotar som närmar sig och då stör deras styrsensorer.

## Vapensystem

### Primär beväpning
Huvudbeväpningen är en 30 mm MK 30-2/ABM-automatkanon, tillverkad av Rheinmetall, som är installerad i det fjärrstyrda tornet. Det är en vidareutveckling av MK30-2, som redan används i det österrikiska pansarskyttefordonet Ulan och den spanska Pizarro. Automatkanonen kan bekämpa pansarfordon på upp till 3 000 meters avstånd med pilprojektil. Vapnet kan avfyras både med enkelskott och i serier (200 skott/min).
Förutom pansarbrytande ammunition är det också möjligt att avfyra så kallad KETF-ammunition (Kinetic Energy Time Fuze). Denna ammunition kan användas mot pansarskyttefordon, helikoptrar och infanteri. Ammunitionens effekt bygger på 162 cylindriska subprojektiler av volfram som var och en väger 1,24 gram och som - beroende på tidsinställningen - skjuts ut framför målet efter en förberäknad flygtid. De enskilda projektilerna är spinnstabiliserade och flyger i en smal kon mot målet. Tidsinställningen görs först när projektilen lämnar röret i mätbasen, efter att utgångshastigheten har mätts. Det totala ammunitionsförrådet är 400 skott.

### Sekundär beväpning
Den sekundära beväpningen är en MG4 i 5,56 millimeter kaliber som kan avfyra 850 skott/min. Det maximala stridsavståndet är 1000 meter. Ammunitionsförrådet är 1000 skott plus 1000 skott reserv. För närförsvar har Puma en granatkastare om 76 millimeters kaliber. Den är monterad på fordonets vänstra baksida, har en svängningsradie på 90° runt fordonets baksida och styrs av fordonschefen. Dessutom finns en rökkastare på baksidan av tornet. För pansar- och luftvärn är Puma utrustad med roboten Spike LR från det tysk-israeliska vapenkonsortiet EuroSpike GmbH. Den sitter på sidan av tornet och magasinet har plats för två robotar med en räckvidd på 200 till 4 000 meter.

## Användare
| Land     | Puma | Totalt |
| -------- | ---- | ------ |
| Tyskland | 350  | 350    |
| Totalt   | 350  | 350    |